# Josep Taxés i Mestres
Josep Taxés i Mestres (Barcelona, 18 d'octubre del 1890 – 19 d'abril del 1959) va ser un músic i prolífic compositor sardanista. El seu cognom es pronunciava com si s'hagués escrit Taixés.

## Biografia
Va començar a estudiar solfeig amb el mestre Rocamora, fins que el 1908 entrà a l'Schola Orpheonica del Palau de la Virreina i hi estudià piano amb Artur Marcet (més endavant, el 1928, Taxés ensenyà a la institució, i el 1932, en va ser bibliotecari). Amplià la seva formació fent cant amb Alexandre Marraco i harmonia, composició i instrumentació amb Amadeu Cristià i Rotches, Adrià Esquerra, Josep Serra i Josep Font i Sabaté. L'any 1913 debutà en el Teatre Bosque com a tenor; i durant una vintena d'anys actuà en teatres d'arreu de Catalunya i del món.
Va estar a diverses entitats corals, com l'Orfeó de l'Agrupació Sardanista de Barcelona (1931), l'esbart infantil Gavines (1934) i el Cor de Pescadors de la Barceloneta, la secció sardanista dels Amics de la sagrada Família (1936) i la secció orfeònica del Casal Lleidatà de Barcelona; va ser fundador i mestre dels esbarts de Prats de Lluçanès i del de Girona. Intervingué com a secretari en la fundació el 1937 de l'entitat Autors i Compositors de Catalunya. L'any 1941 ensenyava en l'acadèmia Oliba, de Ripoll.
Als anys 40, Taxés es va vincular a Santa Eulàlia de Riuprimer, com a fundador i mestre de l'Associació Coral La Flor i de l'esbart de la població; impulsà les caramelles i organitzà festes populars i, del 1942 en endavant, promogué en la vila representacions teatrals: comèdies, drames i sainets. Posà lletra als goigs de Santa Eulàlia de Mèrida que era la patrona de Riuprimer. A més de les seves funcions de direcció, Taxés i Mestres també tocava el piano, la flauta i la gralla.
Com a compositor sardanista afirmà que havia escrit cent noranta sardanes (algunes d'elles coescrites amb Josep Font i Sabaté), però també compongué obres per a orfeó, música sacra per a tres veus, goigs i música per a l'escena. Per al Teatre de la Natura va adaptar peces per a ser tocades per cobla i instrumentà per a aquesta formació una vuitantena de ballets populars catalans.

## Obres
- Dolor en la farsa, poema líric per a orquestra i veus solistes, amb lletra d'Enric Lluelles
- Festa de joia i cants d'amor (1942), valset per a les caramelles amb lletra de Josep Taxés
- Ja jay (1926), revista en setze quadres
- Moreneta dels ulls negres (1943), caramelles amb lletra de J.Taxés
- Nineta formosa, surt al balcó (1946), vals de caramelles amb lletra de J.Taxés
- Nit de caramelles (1947), amb lletra de Mariano Castells
- No val a badar (1946), corrandes de caramelles
- Per un gall, apropósito relámpago (1928)
- La vall dels follets, rondalla en dos actes (1938)

### Música per a cobla
(arranjaments de músiques populars) 
- Bailina Maragata (1957), dansa d'Astorga
- Ball de faixes de Sant Martí de Tous
- Ball de Garlandes de Sant Esteve Sesrovires
- Ball de les gitanes del Vallès
- Ball pla - El Rossinyol (1953), del Pallars
- Contrapàs xinxina (1936)
- El galop de Pallars
- La Morisca (1953), ball de Gerri de la Sal
- Muñeira Mariñana (1957), dansa gallega
- La Patatuf, dansa de Sant Climent de Llobregat i Viladecans

### Sardanes
- Aire lliure (1948)
- Alícia (1951)
- L'Àngel i la Maria
- Angelina gentil (1926)
- L'aplec de Sant Sebastià (1944), lletra de Joan Font i Farrés
- La barretina d'en Simonet (1944), per a veu i piano, lletra de Josep Taxés
- Camí de festa (1919), obligada de tible
- Cançons de carrer (1934)
- Cant de la mare
- Carmina (1949), obligada de tenora
- Catalunya avant (1922)
- Caterineta
- Colla Barcelona (1944)
- Consol (1945), obligada de tible
- Dansa de la mainada (1933), lletra de Josep Taxés
- Les dansaires d'Horta (1948)
- Dansaires de la Joan Maragall (1950)
- Dansaires montserratins (1956)
- Del cor de Girona (1926)
- En Quel i la Mília (1935)
- En Quico i la Mercè (1935)
- L'encís de la dansa (1940)
- L'encís d'una rosa (1939)
- Entre jardins a Montjuïc (1932)
- Escumes del Freixanet (1934)
- L'esmolet (1953)
- Festa de les Santes a Mataró (1924), en col·laboració amb Josep Font, obligada de tenora
- La font dels pastors (1935)
- La fontana de Gràcia (1957)
- Francesca (1948), obligada de tenora
- Francina (1942)
- Gemma (1951)
- El gegant enamorat (1920), obligada de fiscorn
- La gentil pageseta (1946), lletra de Josep Taxés, dedicada a la seva germana Maria
- Gentil sardanista, lletra de Julià Gual
- Girona festiu
- Idil·li d'amor (1932), obligada de tenora i tible
- Jordi el pastoret (1950), obligada de flabiol
- Margaridona (1955), per a piano, lletra de Josep Taxés
- Maria bonica (1948)
- La Maria de les Fontetes (1948)
- Maria dels Àngels (1931)
- Maria Dolors (1949)
- Mercè (1935)
- Nati (1934)
- Ninetes de l'Agrupació (1934), per a piano, escrita en col·laboració amb Font i Sabaté
- Les ninetes de Malgrat (1924), escrita en col·laboració amb Font i Sabaté
- Orenetes jovençanes (1950)
- El portal de Golmés (1954)
- Records de Palamós (1917). Va ser la primera sardana que compongué, fruit d'una visita a Palamós formant part d'una companyia de sarsuela. Enregistrada per la cobla Montgrins[3]
- Rosa Gemma (1950)
- Rosella (1934)
- Sang Nova (1934), obligada de tible
- La sardana de l'Empordà, coescrita amb Font i Sabaté
- La sardana de les mares
- La senyora Conxita (1952)
- Sketing
- Sota l'olivera (1953)
- El Torrent de les Flors (1954)
- Vol de gavines (1935), obligada de tible
- Revessses: Si compteu em trobareu (1950), Si l'encertes, l'endevines (1944)[4]